# Courtney Reum
Courtney Reum, né le 8 juillet à Wayne, Illinois, est un entrepreneur américain, développeur de produits et cofondateur de la société d’investissement M13, basée à Los Angeles.

## Biographie

### Jeunesse
Courtney Reum a grandi dans une banlieue rurale de Chicago appelée Wayne, Illinois, où il a été élevé par sa mère, Sherry, et son père Robert Reum. Ancien PDG d’Amsted Industries, Robert a également été membre de l’équipe de basketball des Bulldogs de Yale lors de sa célèbre saison 1962 qui s’est terminée dans le tournoi de la NCAA (en) (leur dernière apparition jusqu’en 2016),. Reum a étudié l’économie et la philosophie et a obtenu son diplôme avec distinction de l’Université Columbia, où il était membre de l’équipe de football masculine Varsity. Il est également un ancien de la Harvard Business School. Son frère, Carter Reum, est marié à Paris Hilton. Il a également une sœur, Halle Reum, qui est mariée à Oliver Hammond, un descendant de la famille Annenberg.
Il a été présenté sur la liste Forbes "30 Under 30", les "500 entreprises privées à la croissance la plus rapide en Amérique", le livre de Richard Branson Screw Business as Usual, et plus récemment le Goldman Sachs Builders + Innovators 100 entrepreneurs les plus intrigants,. Il est chroniqueur pour Inc, et une personnalité médiatique occasionnelle apparaissant sur la série télévisée Hatched qui apparaît sur une variété de réseaux, y compris FOX et CBS. Reum a été nommé au conseil d’administration de l’Opéra de Los Angeles en septembre 2015. Il est également commissaire du Los Angeles Convention Center & Tourism Authority.

### Carrière
Il est un ancien banquier d’investissement chez Goldman Sachs qui a travaillé avec des sociétés telles qu’Under Armour, Vitaminwater et Procter & Gamble. Chez Goldman Sachs, il a travaillé sur la fusion d’Allied Domecq et de Pernod Ricard, une expérience qui a conduit à la création de sa propre société d’alcool, VeeV, qu’il a lancée avec son frère,,,. Ensemble, ils ont fait de l’entreprise une marque nationale disponible dans les bars, restaurants, chaînes nationales et détaillants. Le produit a également donné naissance à la première ligne de cocktails RTD certifiés biologiques appelés VitaFrute. Reum et son frère, Carter, ont vendu la marque en 2016.
Reum a été nommé "500 entreprises privées à la croissance la plus rapide en Amérique" et nommé l’une des étoiles montantes de Beverage Information et lauréat du prix Technomic Fast 50,.
Reum a lancé la société d’investissement et de développement de marque M13 avec son partenaire/frère Carter Reum en 2016,. La société d’investissement se concentre sur les start-up de produits de consommation dont l’intention et le message de la marque font appel aux tendances qui intéressent les milléniaux dans la santé, les préoccupations environnementales et les réalisations. En avril 2016, il a été annoncé que M13 syndiquerait 100 millions de dollars d’investissements dans des dizaines de sociétés en démarrage.